# بيدرو براغا
بيدرو براغا هو لاعب كرة مضرب برازيلي، ولد في 27 فبراير 1975.

## وصلات خارجية
- بيدرو براغا على موقع رابطة محترفي التنس (الإنجليزية)
- بيدرو براغا على موقع الاتحاد الدولي لكرة المضرب (الإنجليزية)
- بيدرو براغا على موقع خلاصة التنس.كوم (الإنجليزية)